# اولریش توکور
اولریش توکور (انگلیسی: Ulrich Tukur؛ زادهٔ ۲۹ ژوئیهٔ ۱۹۵۷) یک بازیگر و موسیقی‌دان اهل آلمان است.
از فیلم‌هایی که وی در آن نقش داشته است، می‌توان به زندگی دیگران، روبان سفید، سولاریس، سرافین، تروریست مردم‌سالار، لارگو وینچ ۲ و جانبداری اشاره کرد.